# 偏瓣花
偏瓣花（学名：Plagiopetalum esquirolii）为野牡丹科偏瓣花属的植物。分布于越南以及中国大陆的广西、云南、贵州等地，生长于海拔500米至2,000米的地区，多生长在疏要下湿润的地方、路旁、林缘和草坡灌丛中，目前尚未由人工引种栽培。

## 别名
刺柄偏瓣花（云南植物志）

## 异名
- Plagiopetalum esquirolii (Levl.) Rehd. var. septemnervium C. Chen